# Stay (singel Rihanny)
Stay – utwór Rihanny i Mikky Ekko, pochodzący z siódmego studyjnego albumu barbadoskiej piosenkarki, zatytułowanego Unapologetic (2012). 7 grudnia 2012 roku piosenka została wydana nakładem wytwórni Def Jam jako drugi singel promujący wydawnictwo.
„Stay” jest popową balladą, opartą na grze pianina i gitary, a jej tekst nawiązuje do pokus, niepowodzeń i oporów w miłości. Utwór otrzymał głównie pozytywne recenzje od krytyków muzycznych,  z których większość chwaliła emocjonalny wokal Rihanny. Piosenka osiągnęła duży sukces komercyjny, zajmując pierwszą pozycję wśród najpopularniejszych utworów między innymi w Czechach, Danii i Kanadzie, a także trzecią pozycję na amerykańskiej liście Billboard Hot 100 i czwartej w brytyjskim zestawieniu UK Singles Chart.
Teledysk do singla, wyreżyserowany przez Sophie Muller, ukazuje nagą Rihannę w wannie wypełnionej mętną wodą i został on pochwalony przez recenzentów za ukazanie skromnej i wrażliwej piosenkarki. Rihanna po raz pierwszy wykonała na żywo „Stay” jeszcze przed oficjalną premierą Unapologetic, podczas wizyty w programie Saturday Night Live. Następnie zaśpiewała utwór w trakcie finału dziewiątej serii brytyjskiego talent show The X Factor i na rozdaniu nagród Grammy w 2013.

## Lista utworów i formaty
| #         | Tytuł                                  | Czas |
| --------- | -------------------------------------- | ---- |
| CD Singel |                                        |      |
| 1.        | „Stay” (wraz z Mikky Ekko)             | 4:00 |
| 2.        | „Diamonds” (remix wraz z Kanye Westem) | 4:48 |

## Pozycje na listach
| Lista przebojów (2013)                  | Najwyższa pozycja |
| --------------------------------------- | ----------------- |
| Australia (ARIA Charts)                 | 4                 |
| Austria (Ö3 Austria Top 40)             | 5                 |
| Belgia (Ultratop Flandria)              | 3                 |
| Belgia (Ultratop Walonia)               | 2                 |
| Bułgaria (IFPI)                         | 1                 |
| Czechy (IFPI)                           | 1                 |
| Dania (Tracklisten)                     | 1                 |
| Francja (SNEP)                          | 2                 |
| Hiszpania (PROMUSICAE)                  | 5                 |
| Holandia (Dutch Top 40)                 | 3                 |
| Islandia (Tonlist)                      | 7                 |
| Irlandia (IRMA)                         | 2                 |
| Kanada (Canadian Hot 100)               | 1                 |
| Niemcy (Media Control Charts)           | 2                 |
| Norwegia (VG-lista)                     | 2                 |
| Nowa Zelandia (RIANZ)                   | 4                 |
| Polska (Polish Airplay Chart)           | 6                 |
| Stany Zjednoczone (Billboard Hot 100)   | 3                 |
| Stany Zjednoczone (Hot Dance Club Play) | 16                |
| Stany Zjednoczone (Hot Digital Songs)   | 2                 |
| Stany Zjednoczone (Hot R&B Songs)       | 1                 |
| Stany Zjednoczone (Pop 100)             | 1                 |
| Stany Zjednoczone (Radio Songs)         | 1                 |
| Szwajcaria (Media Control AG)           | 2                 |
| Wielka Brytania (UK Singles Chart)      | 4                 |

| Państwo           | Status             |
| ----------------- | ------------------ |
| Australia         | 4× platynowa płyta |
| Dania             | platynowa płyta    |
| Niemcy            | złota płyta        |
| Nowa Zelandia     | 2× platynowa płyta |
| Stany Zjednoczone | platynowa płyta    |
| Wielka Brytania   | platynowa płyta    |